# Ylinen Ylinenjärvi
Ylinen Ylinenjärvi är en sjö i Övertorneå kommun i Norrbotten och ingår i Torneälvens huvudavrinningsområde. Sjön har en area på 0,567 kvadratkilometer och ligger 118,9 meter över havet. Ylinen Ylinenjärvi ligger i Torne och Kalix älvsystem Natura 2000-område.

## Delavrinningsområde
Ylinen Ylinenjärvi ingår i det delavrinningsområde (741390-183396) som SMHI kallar för Utloppet av Ylinen Ylinenjärvi. Medelhöjden är 190 meter över havet och ytan är 25,46 kvadratkilometer. Räknas de 6 avrinningsområdena uppströms in blir den ackumulerade arean 84,34 kvadratkilometer. Soukolojoki (Ylinenjoki) som avvattnar avrinningsområdet har biflödesordning 2, vilket innebär att vattnet flödar genom totalt 2 vattendrag innan det når havet efter 114 kilometer. Avrinningsområdet består mestadels av skog (78 procent) och sankmarker (16 procent). Avrinningsområdet har 0,55 kvadratkilometer vattenytor vilket ger det en sjöprocent på 2,2 procent.